# Déluge (Pologne)
Dans l'histoire de la Pologne et de la Lituanie, le Déluge (en polonais, Potop ou Potop szwedzki ; en lituanien, Švedų tvanas ; « Déluge suédois ») fait référence à une série de guerres au milieu et à la fin du XVIIe siècle qui laisse la république des Deux Nations (union de la Pologne et de la Lituanie) en ruines.

## Histoire
Dans un sens strict, le Déluge (« Potop » en polonais) est l'invasion et l'occupation par la Suède de la Pologne-Lituanie de 1655 à 1666. Dans un sens plus large, il s'applique à une série de revers commencée avec le soulèvement de Khmelnytsky en Ukraine, débuté en 1648 et terminé vers fin 1667. Elle est également liée à la faiblesse de l’État et à la déliquescence de la société de cette fédération.
Avant le Déluge, la république des Deux Nations formait, en superficie, un des plus grands États d'Europe, si ce n'est le plus grand (en ne prenant pas en compte le discontinu Saint-Empire romain germanique, union fragmentée de portions d'États). La Pologne-Lituanie disposait d'une puissante armée et était une puissance continentale.
Durant la succession de guerres de cette période, la République perdit un tiers de sa population, une grande partie de son territoire et son statut de puissance régionale.

## Dans la culture
Le Déluge (titre original Potop) est un roman historique de l'auteur polonais Henryk Sienkiewicz, publié en 1886. Il s'agit du deuxième volume d'une série qui en compte trois et connue des Polonais sous le nom de « La Trilogie » (ce roman est précédé de Par le fer et par le feu et suivi de Messire Wołodyjowski).
Le film Plus fort que la tempête (Potop) a été tiré de ce roman en 1974, réalisé par le Polonais Jerzy Hoffman. Le film dure plus de cinq heures et a été nommé à l'Oscar du meilleur film international.

### Articles liés
- Les Guerres suédo-polonaises, dont :
  - la Guerre polono-suédoise (1600-1629),
  - la Première guerre du Nord, de 1655 à 1660,
  - la Grande guerre du Nord, de 1700 à 1721 ;
- les guerres russo-polonaises, dont :
  - la Guerre polono-russe (1605-1618),
  - la guerre russo-polonaise (1654-1667),
  - la guerre russo-polonaise de 1792 ;
- la guerre de la Quatrième Coalition (1806-1807).

## Source
- (en) Cet article est partiellement ou en totalité issu de l’article de Wikipédia en anglais intitulé « Deluge (history) » (voir la liste des auteurs).